# بیلی مولینکس
بیلی مولینکس (انگلیسی: Billy Molyneux؛ زادهٔ ۱۰ ژانویهٔ ۱۹۴۴) بازیکن فوتبال اهل بریتانیا است.
از باشگاه‌هایی که در آن بازی کرده‌است می‌توان به باشگاه فوتبال ویگان اتلتیک، باشگاه فوتبال اولدهام اتلتیک، و باشگاه فوتبال لیورپول اشاره کرد.